# Repubblica Sovietica Popolare di Bukhara
La Repubblica Sovietica Popolare di Bukhara (in russo Бухарская Народная Советская Республика?) era il nome dell'Uzbekistan dal 1920 al 1925. È stata una repubblica socialista federata sovietica, che sostituì l'Emirato di Bukhara durante il periodo immediatamente successivo alla rivoluzione russa, nel 1920-1925. È infine entrata a far parte della Repubblica Socialista Sovietica Uzbeka.

## Storia
Nel 1868 la Russia costrinse l'Emirato di Bukhara ad accettare la condizione di protettorato. Nel corso dei successivi quaranta anni i russi lentamente erosero a Bukhara del territorio, anche se effettivamente non annetterono la città di Bukhara stessa. Tuttavia, l'emiro non poté impedire le influenze esterne, e gradualmente alcuni dei giovani di Bukhara si avvicinarono al Panturchismo, ispirato dai Giovani Turchi nell'Impero ottomano e dal movimento islamico di riforma Jadid, e al nuovo comunismo di ispirazione bolscevica. Queste diverse ideologie vennero fuse nel Yeni Bukharlylar, il movimento dei "Giovani Bukhariani", guidato da Faizullah Khojaev. I Giovani Bukhariani si trovarono di fronte ad enormi ostacoli, perché l'emirato era dominato dai conservatori sunniti del clero islamico. Dopo la proclamazione della repubblica, il conflitto fra il movimento laico e bolscevico e i ribelli conservatori pro-emiro, chiamato "rivolta dei Basmachi", durò più di un decennio.
Nel marzo 1918 gli attivisti dei Giovani Bukhariani informarono i bolscevichi che a Bukhara erano pronti per la rivoluzione e che il popolo era in attesa di liberazione. L'Armata Rossa marciò fino alle porte di Bukhara e chiese che l'emiro consegnasse loro la città. L'emiro rispose con l'uccisione della delegazione bolscevica, insieme a diverse centinaia di abitanti russi di Bukhara e del territorio circostante. La maggior parte dei bukhariani non sostenne l'invasione e il mal equipaggiato e mal disciplinato esercito bolscevico fuggì, tornando alla roccaforte sovietica di Tashkent.
La vittoria dell'emiro era però soltanto temporanea. Nell'agosto 1920 i bolscevichi del Turkestan sostennero la necessità di liquidare l'emirato di Bukhara, ritenendolo un centro di forze contro-rivoluzionarie. Il 3 agosto i bolscevichi e i Giovani Bukhariani decisero di agire di concerto, con l'accordo che i Giovani Bukhariani avrebbero aderito al Partito comunista. Il 16 agosto 1920 il 4º congresso del CPB a Türkmenabat stabilì di rovesciare l'emiro. Il 10 agosto 1920 il Politburo del Partito Comunista dell'Unione Sovietica confermò gli ordini per l'Esercito Rivoluzionario della Repubblica sovietica del Turkestan per quanto riguardava la "questione Bukhara".
Il 2 settembre 1920 le truppe ben disciplinate e ben attrezzate dell'Armata Rossa, sotto il comando del generale bolscevico Mikhail Frunze, attaccarono la città. Dopo quattro giorni di combattimenti il muro della cittadella fu distrutto e la bandiera rossa alzata sulla cima del minareto della moschea Po-i-Kalyan; l'emiro Mohammed Alim Khan fu costretto a fuggire alla sua base di Dušanbe, nel Bukhara orientale, e infine a Kabul, in Afghanistan. Il 14 settembre venne istituito il "comitato rivoluzionario pan-bukhariano", diretto da A. Mukhitdinov. Il governo, il Consiglio dei Nazirs (commissari) del Popolo, era presieduto da Faizullah Khojaev.
La Repubblica Sovietica Popolare di Bukhara venne proclamata l'8 ottobre 1920 sotto Faizullah Khojaev. Il rovesciamento dell'emiro causò la rivolta dei Basmachi, una ribellione anti-comunista. Nel 1922 la maggior parte del territorio della repubblica era controllata dai Basmachi e la capitale circondata
Durante i primi anni della rivoluzione russa Lenin si affidava ad una politica di promozione delle rivoluzioni locali sotto l'egida della locale borghesia e nei primi anni del governo bolscevico i comunisti chiesero l'assistenza dei riformisti dello Jadid per portare avanti radicali riforme sociali ed educative. Solo due settimane dopo la proclamazione della Repubblica Sovietica Popolare, i membri del Partito Comunista a Bukhara erano balzati a 14.000, poiché molti abitanti locali erano ansiosi di dimostrare la loro fedeltà al nuovo regime. Quando l'Unione Sovietica fu stabilizzata, poté permettersi di epurare i cosiddetti opportunisti e i potenziali nazionalisti. Una serie di espulsioni ridusse i membri a 1.000 nel 1922.
Dal 19 settembre 1924 al 17 febbraio 1925 la Repubblica fu conosciuta come Repubblica socialista sovietica di Bukhara (in russo: Бухарская Социалистическая Советская Республика). Quando nel 1924 vennero elaborati i nuovi confini nazionali, la RSS Bukhara votò essa stessa il suo discioglimento e divenne parte della nuova Repubblica Socialista Sovietica Uzbeka. Oggi il territorio della defunta RSS Bukhara per la maggior parte si trova nell'Uzbekistan, con parti in Tagikistan e Turkmenistan.
Khojaev, nonostante le sue origini nello Jadid, divenne il primo presidente della RSS Uzbeka. Egli fu poi eliminato da Stalin insieme a gran parte della intellighenzia dell'Asia centrale.

## Presidenti dei provvisori (dal 6 ottobre 1920, centrale) comitati rivoluzionari
- Mirza Abdulqodir Mansurovich Mukhitdinov (2 settembre 1920 - 1921)
- Polat Usmon Khodzhayev (1921 - 23 settembre 1921)

## Presidenti del Presidium del Comitato esecutivo centrale
- Polat Usmon Khodzhayev (23 settembre 1921 - aprile 1922)
- Muin Jon Aminov (aprile 1922 - 18 agosto 1922)
- Porsa Khodzhayev (18 agosto 1922 - 17 febbraio 1925)